# Aleksander Pruszak
Aleksander Pruszak herbu Leliwa – pisarz pomorski w latach 1710-1712, regent grodzki pomorski w latach 1695-1712.
Poseł sejmiku powiatu tucholskiego na sejm konwokacyjny 1696 roku.